# Croiseur léger

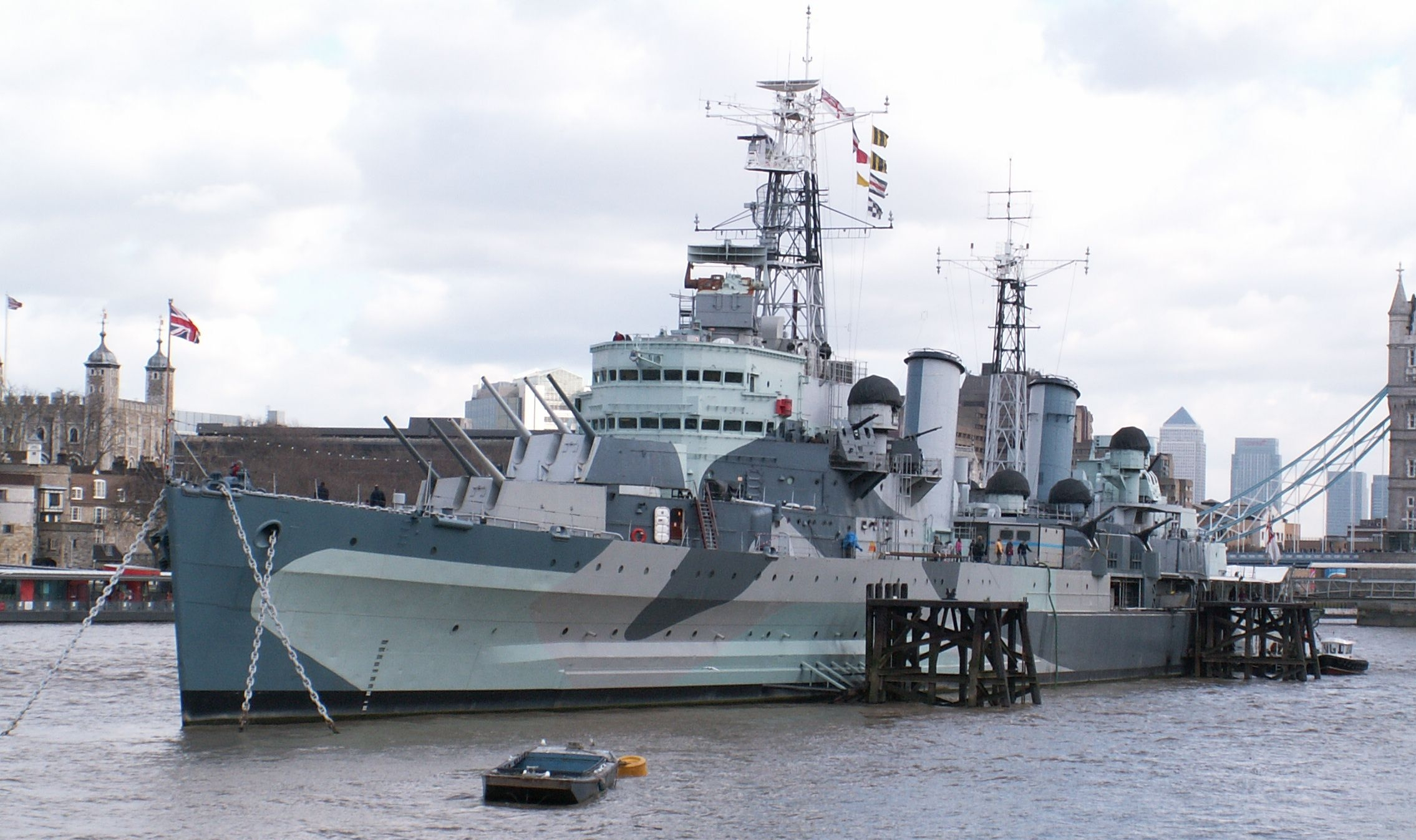
Le navire musée

Le terme de croiseur léger a longtemps été utilisé, grosso  modo dans la période 1880-1930, pour caractériser des navires de guerre de la catégorie des croiseurs, ces derniers ayant un déplacement intermédiaire entre les destroyers (contre-torpilleurs en France) et les cuirassés.
Le croiseur léger correspond à un type défini par les traités de limitation des armements navals, en particulier par le Traité naval de Londres de 1930, qui a fait suite au traité naval de Washington (1922). C'est à ces croiseurs légers ou croiseurs de deuxième classe des années 1930-1940 que le présent article est consacré.

## Description
D'après le traité naval de Washington de 1922, les croiseurs étaient limités à un tonnage maximum de 10 000 tonnes anglaises, avec un armement principal de 8 pouces (203 mm) au plus. Mais des unités de taille et d'armement inférieurs furent lancés et reconnus en 1930 par le traité de Londres comme une seconde classe de croiseurs. Cette nouvelle catégorie ne devait porter, au maximum, que du 155 mm comme armement principal et fut connue sous le nom de « croiseurs légers » ou « croiseurs de deuxième classe » par opposition à la classe originelle de croiseurs, ceux portant jusqu'à  203 mm, et connus comme croiseurs lourds ou croiseurs de première classe.
Le croiseur léger s'approche des croiseurs protégés ou des croiseurs cuirassés qui pour certaines classes ont eu des déplacements identiques mais qui avaient des tactiques d'emploi différentes. 
Progressivement, on vit apparaître des navires de la catégorie des croiseurs légers avec un armement de 155 mm — ou de 6 pouces (152 mm) — mais ayant un déplacement de croiseur lourd, soit 10 000 tonnes. C'est, par exemple, le cas des croiseurs des classes Mogami japonaise, Brooklynn américaine, ou Town britannique. Par ailleurs, le rôle attribué aux croiseurs légers ne se différenciait pas tellement de celui des croiseurs lourds. Ainsi, dans le dernier quart du XXe siècle, l'appellation « croiseur léger » est tombée en désuétude pour celle de « croiseur lourd ». 
À la fin de la Seconde Guerre mondiale, et pour harmoniser les appellations des différentes marines alliées, certains grands contre-torpilleurs français seront requalifiés « croiseurs légers ».